# Tschichura Satschchere
Der FC Tschichura Satschchere (georgisch სკ ჩიხურა საჩხერე) ist ein georgischer Fußballverein aus Satschchere und spielt in der vierten Spielklasse des Landes.

## Geschichte
FC Tschichura Satschchere spielte nach dem Zerfall der Sowjetunion einmal in der höchsten georgischen Liga der Umaghlessi Liga. Im ersten Jahr folgte der direkte Wiederabstieg in die zweite Liga mit einem 12. Platz. In den Saisonen 2007/08 bis 2011/12 spielte der Verein in der zweiten Liga Georgiens.
In der Saison 2011/12 gelang dann als Meister der Gruppe B in der zweitklassigen Pirveli Liga, der Aufstieg in die Umaghlessi Liga. In der Spielzeit 2012/13 erreichte Satschchere das Endspiel des georgischen Pokals, unterlag dort jedoch Meister Dinamo Tiflis mit 1:3. Da Dinamo Tiflis bereits in der Qualifikation für die Champions League 2013/14 stand, nahm Satschchere erstmals an der Europa League 2013/14 teil, scheiterte jedoch in der 2. Qualifikationsrunde. Das Finale um den nationalen Superpokal gewann man allerdings mit 1:0 gegen Dinamo Tiflis.
In der darauffolgenden Saison erreichte Satschechere erneut das Pokalfinale. Wieder verlor man gegen Dinamo Tiflis, diesmal mit 1:2. Da Tiflis wie im Jahr zuvor als Meister an der Champions League teilnimmt, startet Tschichura wieder in der UEFA Europa League. 2017 konnte man auch erstmals durch einen 4:3 n. E.-Finalerfolg über Torpedo Kutaissi den georgischen Pokal gewinnen.
Nach der Saison 2020 folgte dann der Abstieg in die Erovnuli Liga 2, welcher von zwei weiteren bis in die vierte Liga begleitet wurde.

## Stadion
Die Heimstätte des Vereins ist das 2.000 Zuschauer fassende Zentral-Stadion in Satschchere.

## Erfolge
- Georgischer Pokalsieger: 2017
- Georgischer Superpokalsieger: 2013

## Europapokalbilanz
| Saison  | Wettbewerb         | Runde                  | Gegner              | Gesamt          | Hin     | Rück          |
| ------- | ------------------ | ---------------------- | ------------------- | --------------- | ------- | ------------- |
| 2013/14 | UEFA Europa League | 1. Qualifikationsrunde | FC Vaduz            | (a)1:1(a)       | 0:0 (H) | 1:1 (A)       |
| 2013/14 | UEFA Europa League | 2. Qualifikationsrunde | FC Thun             | 1:5             | 0:2 (A) | 1:3 (H)       |
| 2014/15 | UEFA Europa League | 1. Qualifikationsrunde | FK Horizont Turnovo | 4:1             | 1:0 (A) | 3:1 (H)       |
| 2014/15 | UEFA Europa League | 2. Qualifikationsrunde | Bursaspor           | 0:0 (4:1 i. E.) | 0:0 (A) | 0:0 n. V. (H) |
| 2014/15 | UEFA Europa League | 3. Qualifikationsrunde | Neftçi Baku PFK     | 2:3             | 0:0 (A) | 2:3 (H)       |
| 2016/17 | UEFA Europa League | 1. Qualifikationsrunde | Zimbru Chișinău     | (a)3:3(a)       | 1:0 (A) | 2:3 (H)       |
| 2017/18 | UEFA Europa League | 1. Qualifikationsrunde | SCR Altach          | 1:2             | 0:1 (H) | 1:1 (A)       |
| 2018/19 | UEFA Europa League | 1. Qualifikationsrunde | Beitar Jerusalem    | 2:1             | 0:0 (H) | 2:1 (A)       |
| 2018/19 | UEFA Europa League | 2. Qualifikationsrunde | NK Maribor          | 0:2             | 0:0 (H) | 0:2 (A)       |
| 2019/20 | UEFA Europa League | 1. Qualifikationsrunde | CS Fola Esch        | 4:2             | 2:1 (A) | 2:1 (H)       |
| 2019/20 | UEFA Europa League | 2. Qualifikationsrunde | FC Aberdeen         | 1:6             | 1:1 (H) | 0:5 (A)       |

Gesamtbilanz: 22 Spiele, 6 Siege, 9 Unentschieden, 7 Niederlagen, 19:26 Tore (Tordifferenz −7)